# Stor-Fageråstjärnen
Stor-Fageråstjärnen är en sjö i Bräcke kommun i Jämtland och ingår i Ljungans huvudavrinningsområde. Sjön har en area på 0,0749 kvadratkilometer och ligger 372,2 meter över havet.

## Delavrinningsområde
Stor-Fageråstjärnen ingår i det delavrinningsområde (697194-145203) som SMHI kallar för Utloppet av Fageråssjön. Medelhöjden är 390 meter över havet och ytan är 13,28 kvadratkilometer. Det finns inga avrinningsområden uppströms utan avrinningsområdet är högsta punkten. Skidån som avvattnar avrinningsområdet har biflödesordning 3, vilket innebär att vattnet flödar genom totalt 3 vattendrag innan det når havet efter 232 kilometer. Avrinningsområdet består mestadels av skog (77 procent). Avrinningsområdet har 1,48 kvadratkilometer vattenytor vilket ger det en sjöprocent på 11,1 procent.